# Arsenjev

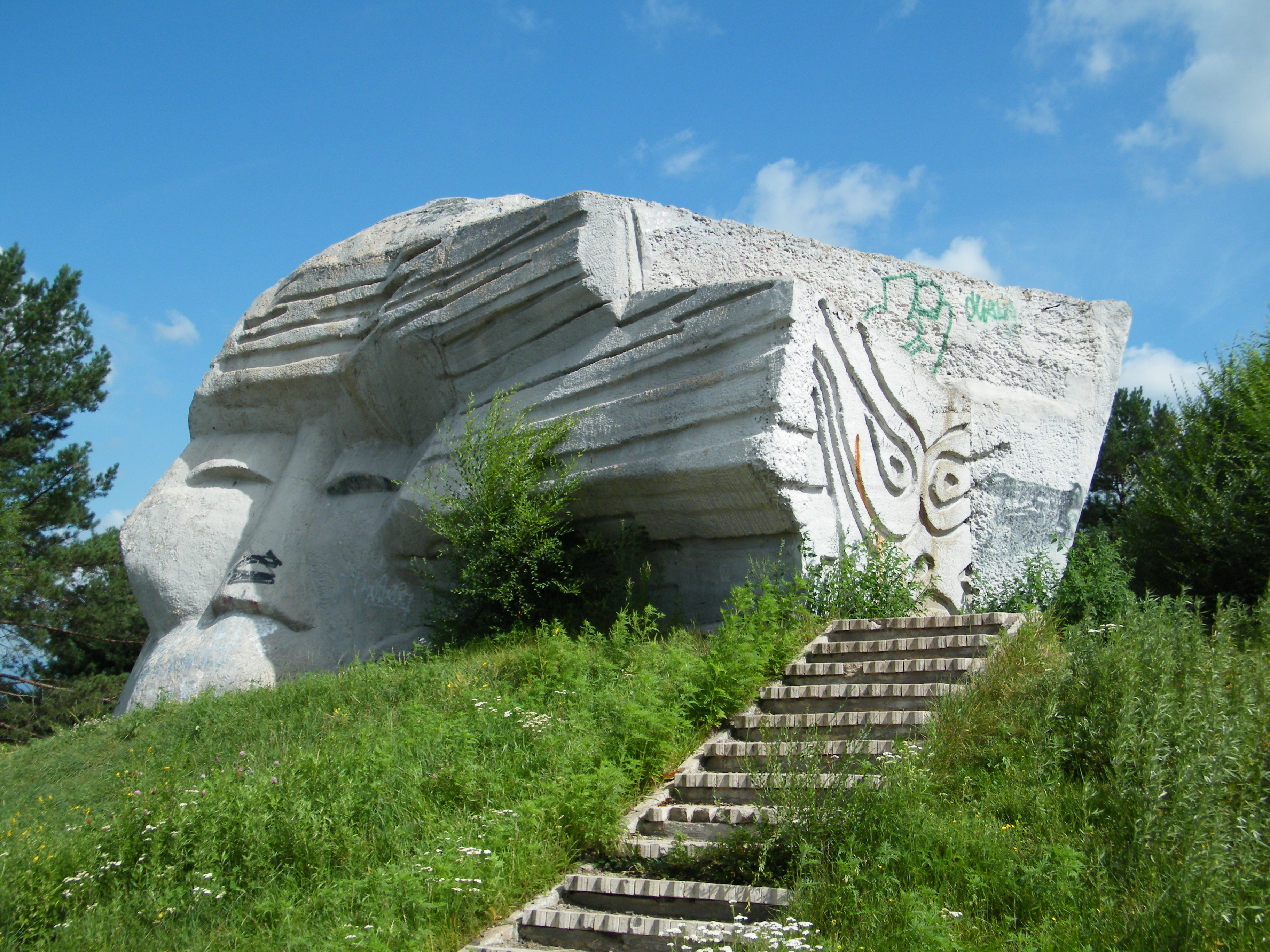
Minnesmärke över Dersu Uzala

Arsenjev (ryska: Арсе́ньев), fram till 1952 Semjonovka (Семёновка), är en stad i Primorskij kraj i Fjärran Östern i Ryssland, omkring 160 kilometer nordöst om Vladivostok. Enligt befolkningsräkningen 2010 hade staden då en befolkning på 56 750 invånare.

## Historik
De första sju bosättarfamiljerna kom till området 1895. Stadens första invånare var Gammaltroende. År 1901 bosatte sig bönder från det område som numera är Poltava Oblast i Ukraina i närheten. År 1902 förenades byarna till orten Semjonovka (ryska: Семёновка). Fram till 1936 var byn Semjonovka en avlägsen by på taigan. År 1936 hade byn 500 invånare och en grundskola, en butik och en kvarn.
År 1937 fick bosättningen en förbindelse med Transsibiriska järnvägen genom en sidobana och en reparationsfabrik för flygplan anlades. Från 1941 serietillverkades där militära skolflygplan av typ Jakolev UT-2 av Aleksandr Jakovlevs konstruktion. 
År 1952 blev Semjonovka stad och omdöptes till Arsenjev efter upptäcktsresanden Vladimir Arsenjev.
Under andra hälften av 1900-talet låg den militära flygbasen Varfolomeyevka nordost om Arsenjev. Stadens ekonomi domineras av två försvarsmaterialföretag: varvet Askold och helikopterfabriken Progress.
Central-förrådsbas 1295 byggdes under 1970-talet nära staden (1295-й Центральной базы хранения бронетанковой).

## Klimat
Klimatet kännetecknas av en stor skillnad mellan sommar- och vintertemperaturer, jämfört med kustområdet i Primorskij kraj. Medeltemperaturen i januari är -18°C. Medeltemperaturen i juli är +21°C. Den lägsta uppmätta temperaturen är  -46°C, den högsta +39°C. Under våren ökar daglig genomsnittstemperatur 10° mellan mars och april. Årlig nederbörd är 630 millimeter. Tjälen går ner till två meters djup.

## Kultur
Det finns ett minnesmärke över Maksim Gorkij, som sattes upp 1958 i parken vid Gorkijavenyn. 
På Uvalnajaberget finns ett minnesmärke över upptäcktsresanden Vladimir Arsenjev och hans vägvisare Dersu Uzala, som uppfördes 1972.
Arsenjevs lokalhistoriska museum öppnade 1969. Det har över 40 000 utställda objekt, inklusive artefakter från Semjonovkas första invånare, en fjärilssamling med fjärilar från centrala Primorskij kraj samt etnografiska och arkeologiska samlingar.

## Bildgalleri

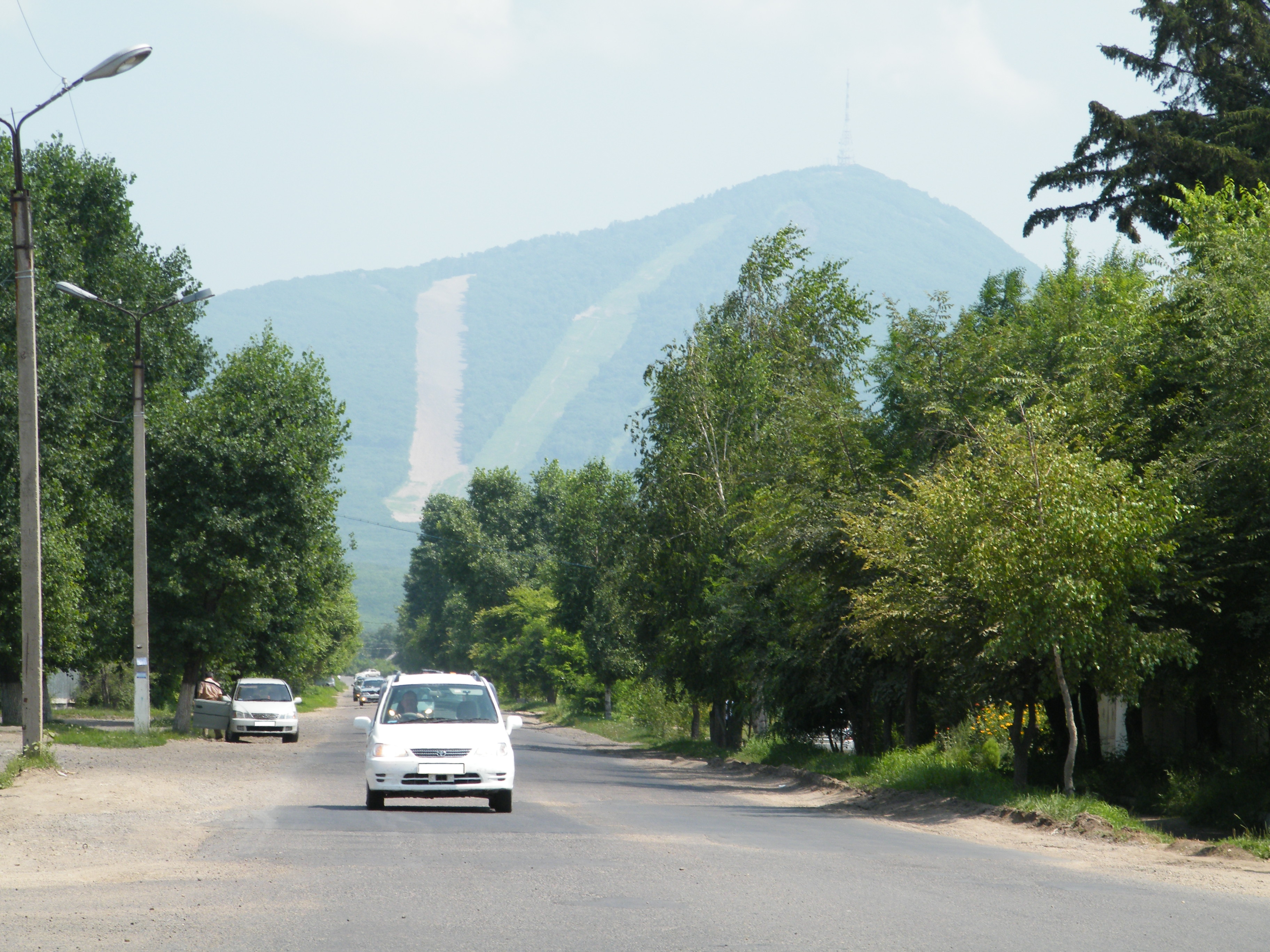
Obsornajaberget
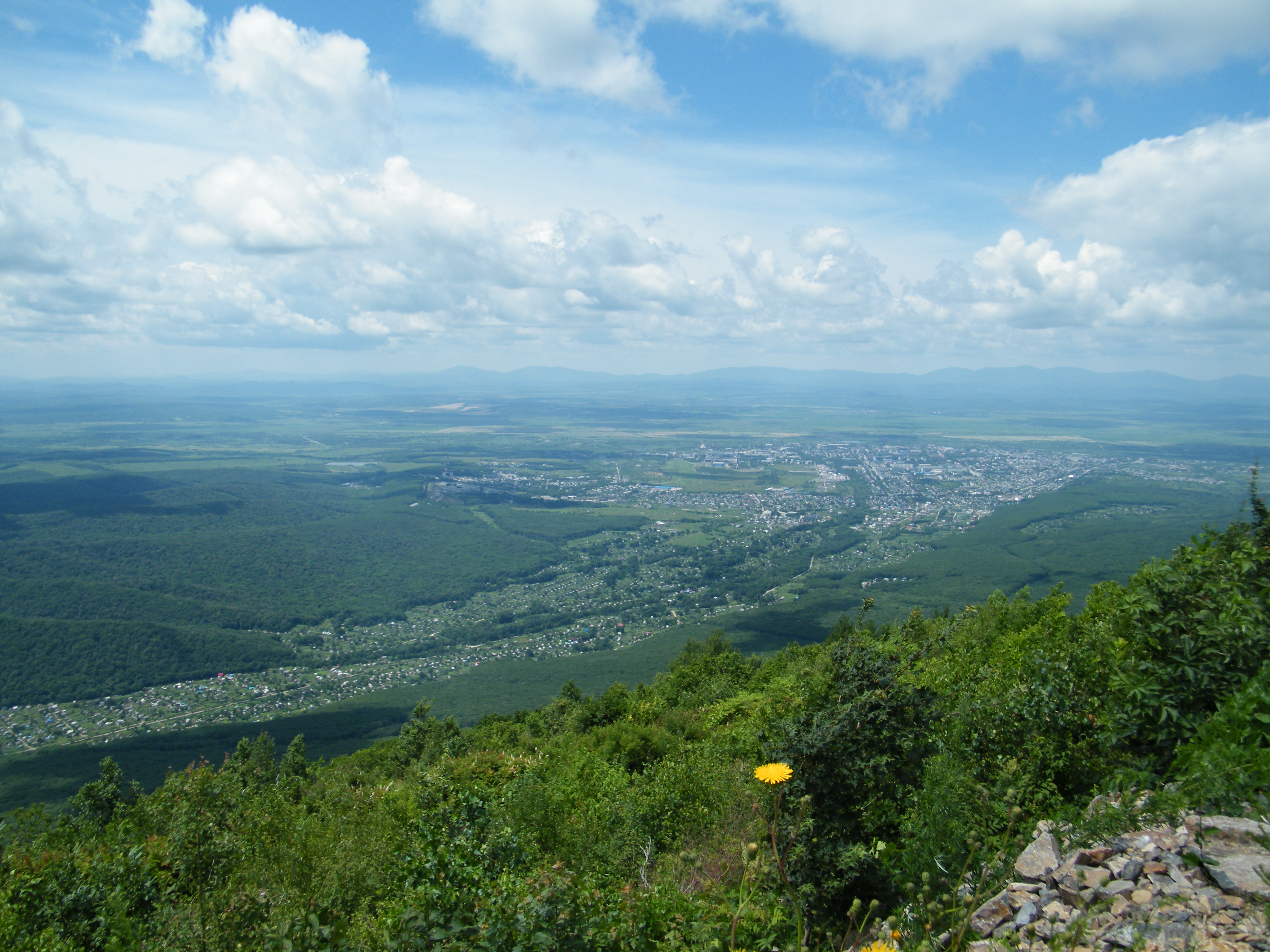
Vy över Arsenjev från Obsornajaberget
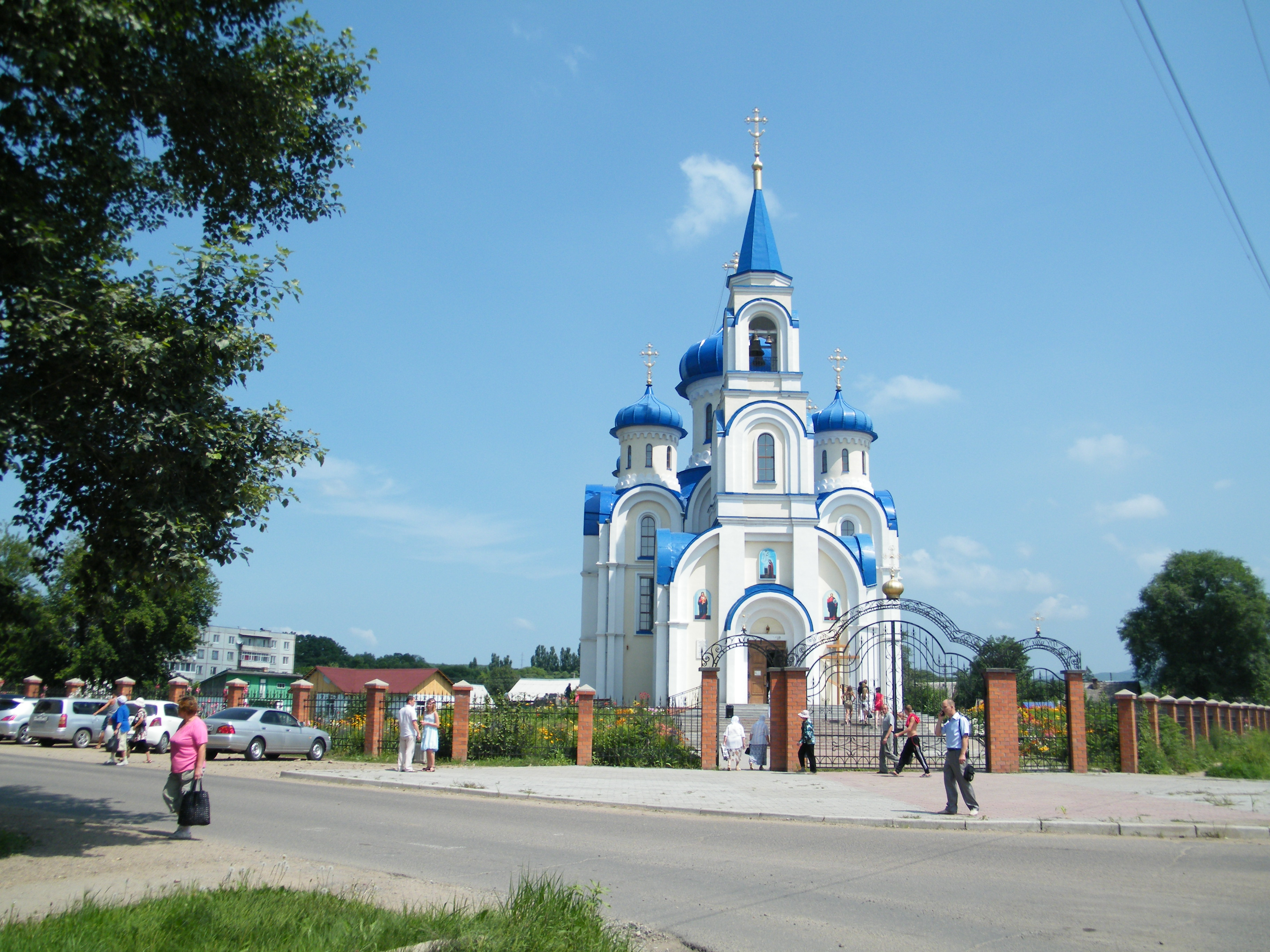
Bebådelsekyrkan
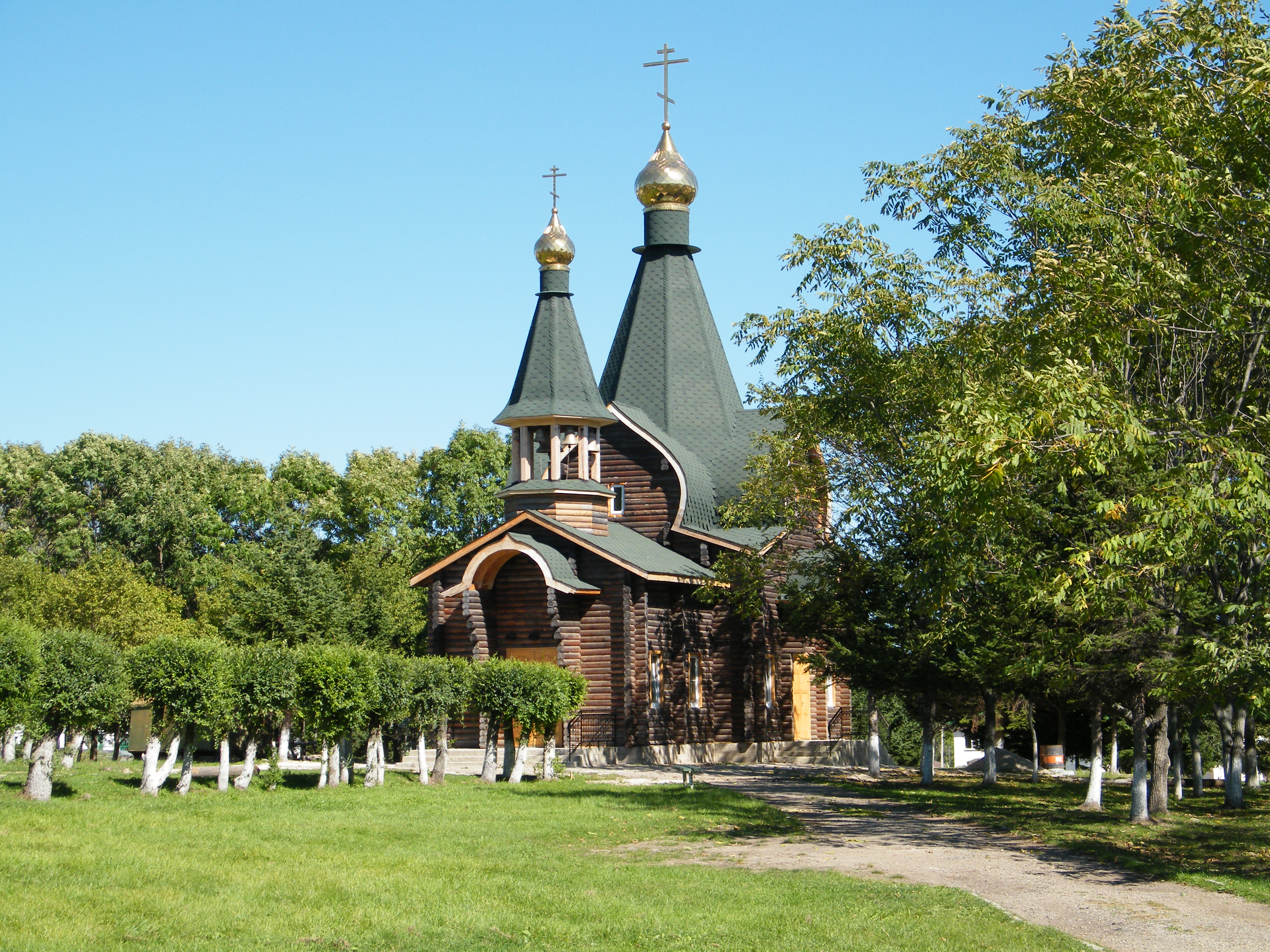
Heliga Olgas kyrka i byn Olga
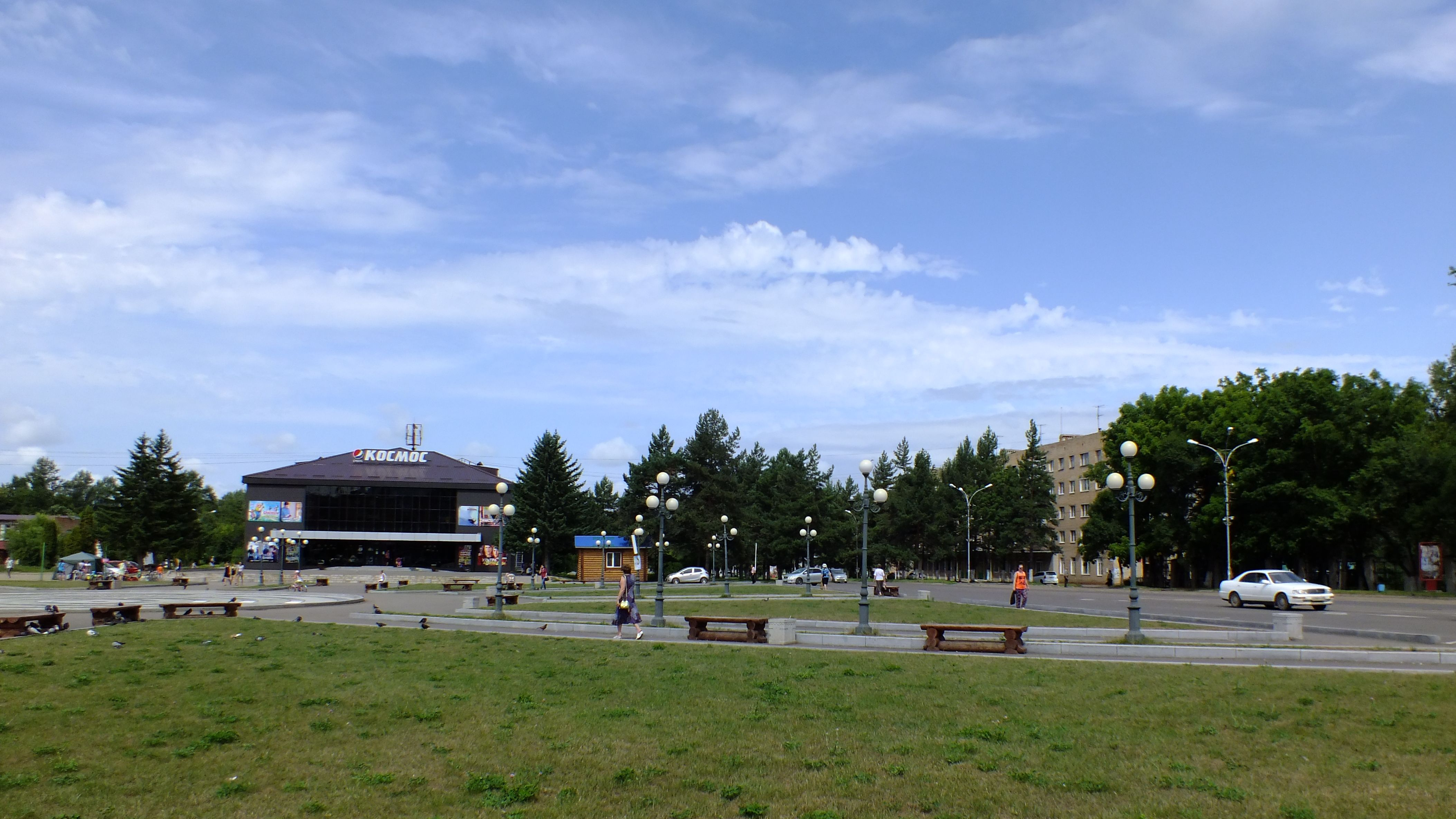
Biografen Kosmos
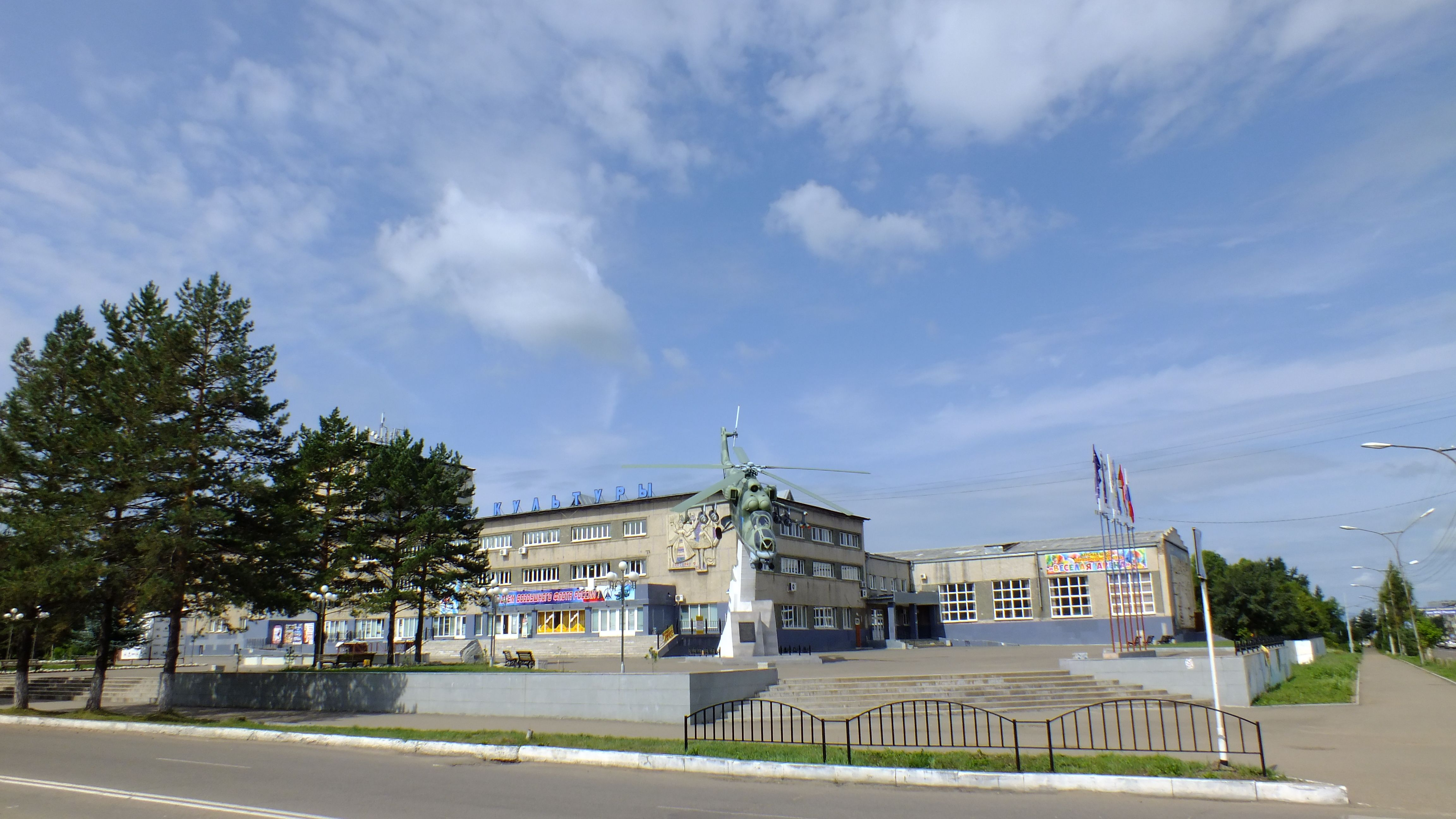
Kulturpalatset